# BTR-T
BTR-T (tiếng Nga: Bronetransporter-Tyazhelyy) là một mẫu thử nghiệm xe chiến đấu bộ binh hạng nặng do Nga thiết kế và chế tạo sau Chiến tranh Chechnya lần thứ nhất. Trong cuộc chiến tranh này, các xe chiến đấu bộ binh hạng nhẹ như BMP-1 và BMP-2 của quân Nga khi đi vào các khu vực đô thị đã gặp bất lợi trước sự tấn cống bằng súng diệt tăng vác vai RPG của quân phiến loạn. Lính bộ binh bị thiệt hại nặng trước các loại vũ khí hiện thời của đối phương vốn được xem là có khả năng đánh bại lớp giáp của các loại xe bọc thép bánh hơi và bánh xích hiện có trong trang bị của rất nhiều quốc gia.
Để tăng khả năng phòng vệ, các nhà thiết kế của Nga đã phát triển mẫu xe bọc thép chở quân hạng nặng dựa trên khung gầm xe tăng T-55 có giáp phòng hộ tương đương với các loại xe tăng chiến đấu chủ lực. Nó cũng đang trang bị hỏa lực mạnh hơn với những khí tài phù hợp với chiến đấu với các mục tiêu ở nhà cao tầng. Xe được trang bị hệ thống phòng xạ - sinh - hóa hiện đại cùng lớp giáp phản ứng nổ giúp bảo vệ hiệu quả kíp chiến đấu gồm trưởng xe, lái xe và 5 binh lính thuộc phân đội bộ binh kèm xe.
Mẫu thử nghiệm không được đưa vào hoạt động vì lỗi thiết kế của nó. Chúng ra đời chậm hơn phiên bản tương đương IDF Achzarit của Israel nhưng thiếu hẳn tính đột phá. Bên cạnh đó, khả năng phòng thủ kém và tốc độ di chuyển thấp hơn nhiều so với các loại xe tăng chủ lực hiện đại. Mặt khác, các vấn đề về năng lực sản xuất và tài chính cho dự án của đơn vị thiết kế OKBTM (nay là Omsktransmash) cũng tác động lớn đến việc dự án bị đình chỉ..

## Lịch sử phát triển và các tính năng kỹ thuật
BTR-T có một điểm nổi bật là nó có một tháp pháo nhỏ gắn trên khung của một chiếc tăng, tháp pháo này là một tổ hợp súng-tên lửa hiện đại. BTR-T có thể dùng để vận chuyển lính bộ binh cơ giới trong các điều kiện NBC hay trong tầm hỏa lực địch và thậm chí nó có thể tiêu diệt được các mục tiêu đối phương. Những kinh nghiệm rút ra từ các cuộc xung đột, kể cả các cuộc xung đột nội bộ, đó là yêu cầu cấp thiết về việc bảo vệ binh lính khỏi các mối nguy hiểm trên chiến trường đang ngày càng đa dạng. Các mẫu xe bánh hơi hiện đại như BTR-80 và BRDM, các loại xe bánh xích như BMP và MT-LB, không thể thường xuyên bảo vệ được binh sĩ trên chiến trường. Trong khi chờ được cung cấp các trang bị hiện đại hơn, người Nga đã cho ra mắt phiên bản APC hạng nặng BTR-T dựa trên khung xe T-55 có thể chống lại các vũ khí hiện đại tốt như 1 chiếc MBT.
Loại xe tăng T-55 và những phiên bản của nó đã trở nên lạc hậu và dần trở nên không hiệu quả trong điều kiện tác chiến hiện đại. Nó đã bị loại khỏi biên chế của quân đội Nga, một số lượng lớn loại tăng này đã được xuất khẩu tới nhiều nước. Và nay họ có thể tái sử dụng lại nó với tư cách là một loại BTR hạng nặng. Cấu trúc xe được thiết kế lại để đủ chỗ cho 1 lái xe, 1 trưởng xe và 5 lính bộ binh. Hệ thống bảo vệ xe được tăng cường nhờ hệ thống đạn khói tích hợp, hệ thống chống mìn và hệ thống giáp phản ứng nổ ERA.
Đặc điểm chính của BTR-T là phát triển trên khung gầm tăng thân thấp, có trang bị pháo và hệ thống tên lửa chống tăng, bao gồm pháo 2A42 cỡ nòng 30mm và giá phóng tên lửa chống tăng có điều khiển Konkurs. Các loại hỏa lực này cho phép xe đối phó hiệu quả với binh lực, các phương tiện bọc thép cũng như các mục tiêu bay ở độ cao thấp của đối phương. Khoang tác chiến bố trí 5 chỗ ngồi cho phân đội bộ binh. Phân đội bộ binh triển khai (rời xe) thông qua 2 cửa nóc bọc thép mở lên trên, giúp che chắn cho bộ binh khi chui ra hoặc bám thùng xe.
BTR-T có thể đạt tốc độ tới 50 km/h và vận chuyển lính chiến đấu trong môi trường tác chiến xạ - sinh - hóa hoặc trong tầm hỏa lực bắn thẳng của đối phương, cũng như tiêu diệt có hiệu quả các loại mục tiêu trên trận địa. Thiết kế dạng khối của khoang tác chiến cho phép xe có thể mang được nhiều cấu hình vũ khí khác nhau tùy theo yêu cầu của khách hàng như:
- 01 pháo 30mm 2A42 và 2 ống phóng tên lửa chống tăng có điều khiển Konkurs;
- 01 pháo 30mm 2A42 cùng 01 súng phóng lựu tự động 30mm AG-17;
- 02 pháo nòng kép 30mm 2A38;
- 01 súng máy 12.7mm NSVT cùng 02 ống phóng tên lửa chống tăng có điều khiển Konkurs;
- 01 súng máy 12.7mm NSVT cùng 01 súng phóng lựu tự động 30mm AG-17[2]